# دعای آرامش

در پشت مدال‌ها دعای آرامش حک شده است

دعای آرامش دعایی است به قلم مذهب‌شناس و فیلسوف آلمانی/ آمریکایی به نام «کارل پائول راینهولد نیبور» (۱۹۷۱–۱۸۹۲م) (به آلمانی: Karl Paul Reinhold Niebuhr) که در آن می‌گوید:
پروردگارا،
آرامشی ده تا بپذیرم آنچه را که نمی‌توانم تغییر دهم،
شهامتی ده تا تغییر دهم آنچه را که می‌توانم،
و خردی ده تا یکی را از دیگری تشخیص دهم.

## تردید در رابطه با مأخذ
در رابطه با این‌که این جملات مطمئناً از کیست، شک و تردیدهایی وجود دارد. همسر نیبور طی از نامه‌هایی مربوط به ۱۹۴۱ یا ۱۹۴۲ صحبت می‌کند، و خود نیبور صحبت از قبل جنگ جهانی دوم را می‌کند. کارشناسان احتمال می‌دهند که نیبور این جملات را با انشایی متفاوت از گذشته‌ای دورتر الهام گرفته است. مأخذهای مورد بحث از این قرارند: «فریدریش کریستف اوتینگر» مذهب‌شناس آلمانی قرن هجدهم، «تئودور ویلهلم» نویسنده آلمانی قرن بیستم، ایگناتیوس لویولا و فرانسیس آسیزی.